# Maniyar
Maniyar è una suddivisione dell'India, classificata come nagar panchayat, di 18.750 abitanti, situata nel distretto di Ballia, nello stato federato dell'Uttar Pradesh.